# Arrio Apro
Arrio Apro (latino: Arrius Aper; ... – 284) è stato un militare romano.
Suocero dell'imperatore Numeriano, Apro era prefetto del pretorio del padre, l'imperatore Marco Aurelio Caro. Caro, Numeriano e Apro partirono per una campagna contro i Sasanidi; dopo alcune vittorie iniziali Caro morì e Numeriano decise di riportare l'esercito entro i confini dell'impero, ma cadde ammalato agli occhi e il suocero gli consigliò di viaggiare in una lettiga chiusa, nascosto a tutti tranne che ad Apro, il quale riportava ai soldati il volere dell'imperatore.
Giunti a Calcedonia, sull'Ellesponto, la puzza emanata dal carro imperiale fece sì che lo si aprisse, trovando il cadavere di Numeriano in avanzato stato di decomposizione. Apro venne processato dall'esercito, accusato di avere assassinato Numeriano e di averne nascosto la morte allo scopo di prendere quelle disposizioni che ne avrebbero garantito l'ascensione al trono. A presiedere il processo venne chiamato il comes domesticorum (comandante della guardia imperiale a cavallo) Diocles, il quale, fattosi portare Apro in catene, affermò che era colpevole della morte di Numeriano e, senza attendere la difesa dell'imputato, lo uccise di propria mano. Diocles venne allora acclamato imperatore, dignità che assunse con il nome di Diocleziano, in effetti usurpatore contro il legittimo imperatore, quel Marco Aurelio Carino (figlio di Caro e fratello di Numeriano) che si trovava lontano, in Britannia.
Ad Apro è legata una leggenda secondo la quale Diocleziano lo uccise di propria mano perché gli era stato profetizzato che sarebbe divenuto imperatore il giorno in cui avesse ucciso un cinghiale, aper in latino.